# لويز أوتو بيترس
لويز أوتو بيترس (بالألمانية: Louise Otto-Peters)‏ (26 مارس 1819، ميسن - 13 مارس 1895، ليبزيغ)، ناشطة ألمانية في مجال حقوق المرأة، نادت بمنح المرأة حق الاقتراع، وقامت بكتابة الروايات، والشعر، والمقالات المؤيدة لحقوق المرأة، وهي معروفة على نطاق واسع بكونها مؤسسة الجمعية الألمانية للمواطنات (بالألمانيّة: Allgemeiner Deutscher Frauenverein).

## حياتها
وُلدت لويس أوتو في ميسين، وهي ابنة كلّ من شارلوت وويلهلم أوتو، الذي كان محاميًا ناجحًا، وتتلمذت على يد معلّمين خاصّين. في عام 1835م، وعندما كان عمرها 17 عامًا، توفّي والداها وإحدى أخواتها، ما اضطرها للعيش مع شقيقتيها الأكبر سنًّا، وفي هذه المرحلة، كانت لويس تكتب الروايات والقصص القصيرة والشعر والمقالات السياسيّة لكسب قوت عيشها. بالإضافة إلى ذلك عملت كصحفيّة من عام 1843م وكتبت مقالات حول مفهومها للأنوثة، وكذلك عن المرأة والسياسة.
كوّنت أوتو-بيترز صداقةً مع روبرت بلوم وغيره من الديمقراطيين، ما مكّنها من المساهمة في صحفهم وتحديدًا دير واندلسترين (بالألمانية: Der Wandelstern) و ساكسون فاذرلاند (بالألمانية: Sächsische Vaterlandsblätter) .وبحلول خريف عام 1843م، أصبحت عضوًا في فريق الإعداد لها، وكانت تكتب أحيانًا تحت اسم مستعار هو أوتو ستيرن. وبعد الثورة الديموقراطية عام 1848م، أسست أوتو-بيترز صحيفة Frauen-Zeitung وهي أول صحيفة سياسية نسائيّة في ألمانيا. وبعد تأسيسها للصحيفة، أُصدر قانون جديدٍ في ولاية ساكسونيا يحظر بشكل صريح عمل النساء في الصحف، وهو ما اضطرها إلى نقل صحيفتها من لايبزيغ إلى غيرا خارج حدود ساكسونيا، واستمرت بالنشر في ظل هذه الظروف حتى عام 1853م.
ارتبطت لويز أوتو بأوغست بيترس عام 1849م، ولكنه سجن بعد ذلك بفترة وجيزة بسبب موقفه الثوريّ المعارض للحكومة، وتزوّجا بعد ذلك عام 1858م، وتوفي أوغست بيترس عام 1864م إثر نوبة قلبيّة.    

## إسهامتها الأدبية والتاريخيّة
في عام 1855م، أسست لويز مجلة المرأة نيوي بهنين. وفي عام 1865، قامت لويز أوتو - بيترز، ومينا كاور، ونساء أخريات بتأسيس الجمعية النساء الألمانيات (بالألمانية: Allgemeiner Deutscher Frauenverein)، وشاركت في أول مؤتمر نسائي في لايبزيغ. وكانت المحررة الرئيسية لمجلة نيوي باهنين حتى وفاتها في عام 1895.
دفنت في نيوين جوهانسفرايدروف في ليبزيغ.

## تقديرها
تم إنتاج فلم Nur eine Frau بمعنى «امرأة واحدة فقط» في ألمانيا الشرقية، وهو مبنيّ على قصّة حياتها.